# Olga Čerňavská
Olga Čerňavská, rusky Ольга Михайловна Чернявская (* 17. září 1963 Irbit) je ruská atletka, mistryně světa v hodu diskem.

## Kariéra
Třikrát startovala na olympiádě, nikdy však nezískala v soutěži diskařek medaili. Na evropském šampionátu ve Splitu v roce 1990 vybojovala stříbrnou medaili. Největší úspěch pro ni znamenalo vítězství v hodu diskem na mistrovství světa v roce 1993 ve Stuttgartu. O dva roky později na světovém šampionátu v Göteborgu získala bronzovou medaili. Její osobní rekord v hodu diskem 68,38 metru pochází z roku 1992.